# Olšovec
Olšovec é uma comuna checa localizada na região de Olomouc, distrito de Přerov.